# Palais de la République (Allemagne)
Pour les articles homonymes, voir Palais de la République.
Le palais de la République (en allemand : Palast der Republik) est un bâtiment emblématique du centre de Berlin, capitale de l'Allemagne. Situé dans la partie orientale de la ville, alors capitale de l'ex-République démocratique allemande (RDA), il ouvre ses portes en 1976, après la démolition du château de Berlin. Ce palais abrite la Chambre du peuple (Volkskammer), le parlement est-allemand, tout en s'imposant comme un lieu culturel et de rencontre majeur. En 2002, le Bundestag décide de sa destruction, un processus qui débute en 2006 et s’achève en 2008. À son emplacement, le château de Berlin, fidèlement reconstruit, reprend sa place d'origine.

## Localisation
Le Palais de la République se dresse sur la Spreeinsel, au bord du bras nord de la Spree. Il occupe la partie nord du site de l'ancien Berliner Stadtschloss et de la Schloßplatz, rebaptisée « place Marx-Engels » (Marx-Engels-Platz) entre 1951 et 1990.

## Histoire entre 1950 et 1990

### Destruction du château de Berlin

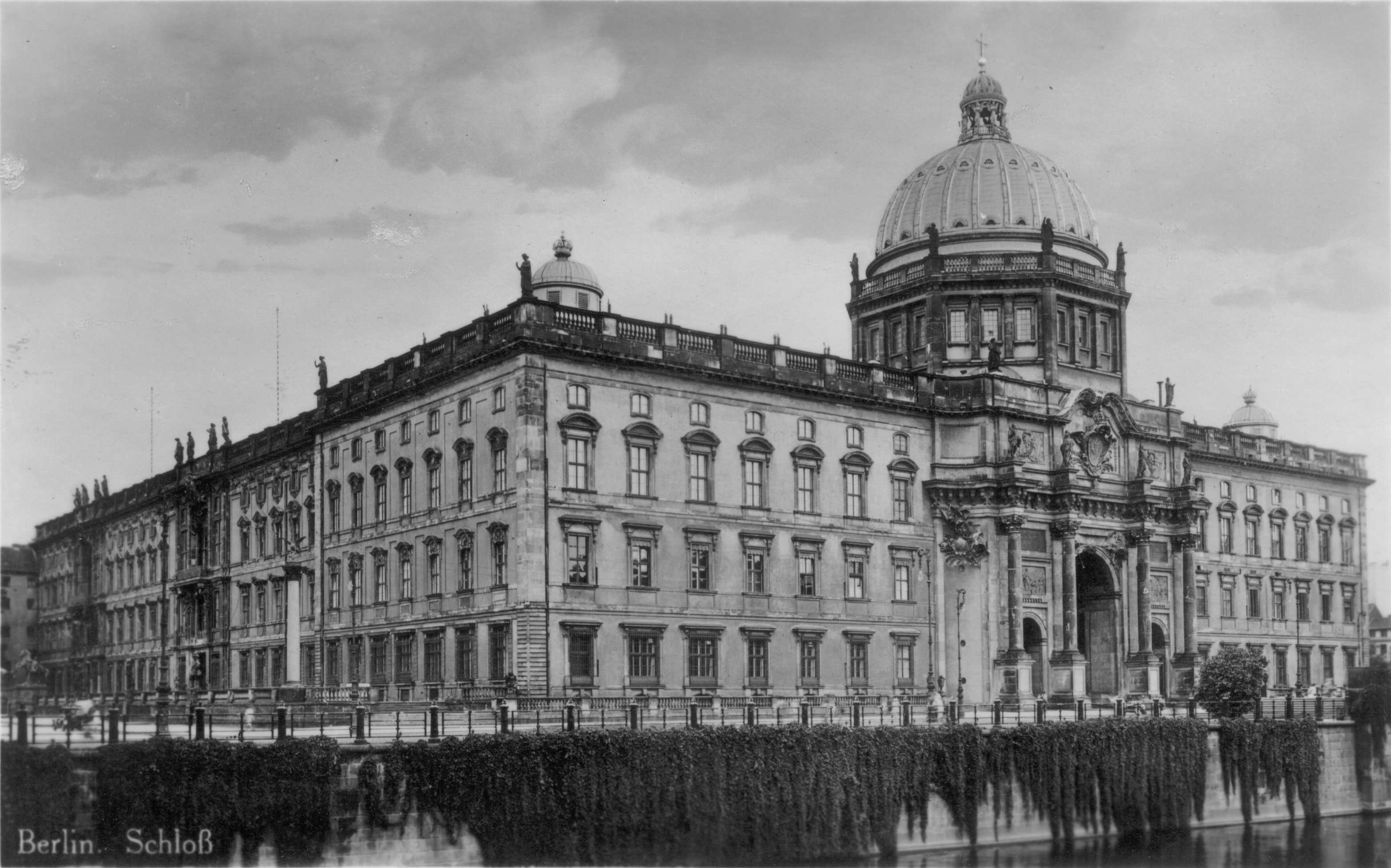
Le château de Berlin en 1920.

Après la Seconde Guerre mondiale, le château de Berlin (Berliner Stadtschloss) se retrouve gravement endommagé. Sa reconstruction est d'abord envisagée, mais, honni par les communistes du secteur soviétique, qui le considèrent comme un symbole du royaume de Prusse, les nouvelles autorités de la République démocratique allemande, sous l'impulsion du Bureau politique du Comité central du SED présidé par Walter Ulbricht, ordonnent sa démolition en 1950, malgré de nombreuses protestations internationales. En 1951, l’espace dégagé est rebaptisé Marx-Engels-Platz et inclut le Lustgarten ainsi que la Schloßfreiheit et la Schloßplatz, l’ancienne « Place du Château ». Une tribune y est érigée pour les besoins du parti au pouvoir et du gouvernement, tandis que le reste de la zone demeure vide durant vingt-trois ans, servant de terrain pour des parades, des manifestations de masse et des défilés militaires.

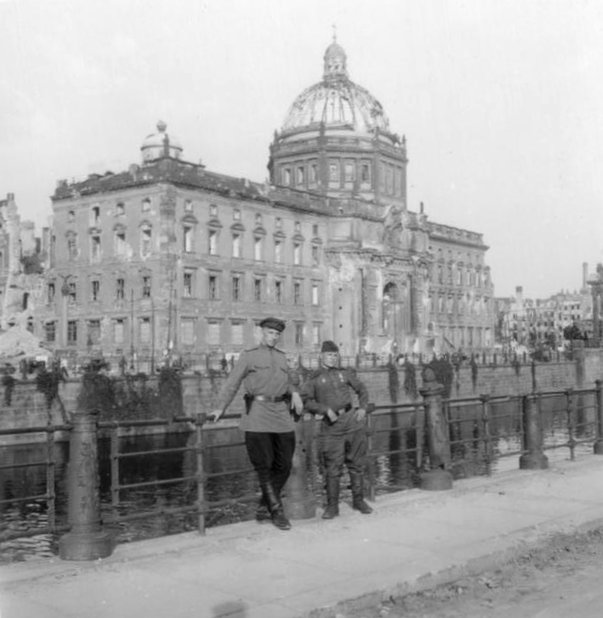
Le château de Berlin, en ruine, après les bombardements de 1944.
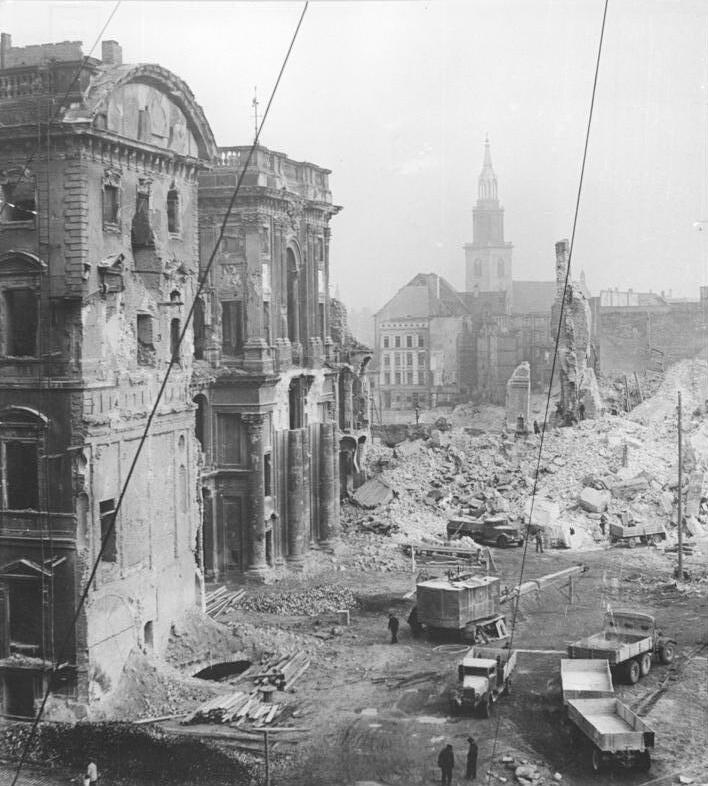
Démolition du château de Berlin en 1950.

### Projet d'une «maison du peuple»
Au milieu des années 1950, le Comité central du SED envisage de maintenir cette place libre pour y ériger une tour centrale destinée au gouvernement.
Au début des années 1960, ce projet est abandonné au profit d’un palais des congrès de faible hauteur. Toutefois, cette idée est rapidement écartée en raison de la priorité donnée à d’autres constructions, comme le bâtiment du Conseil d'État, la tour de télévision, le ministère des Affaires étrangères et la réorganisation de l’Alexanderplatz.
Au début des années 1970, la République démocratique allemande entre dans une phase de renouveau. En 1971, Erich Honecker succède à Walter Ulbricht, poussé par des pressions de l’URSS et les mauvais résultats économiques. L’écart avec la République fédérale d’Allemagne se creuse, tandis que les citoyens de la RDA expriment un besoin urgent de biens de consommation et de logements. L’arrivée de Honecker, perçu comme un dirigeant modéré, s’accompagne d’une ouverture culturelle et d’un nouvel essor économique. La reconnaissance internationale de la RDA progresse, et sa souveraineté étatique est enfin affirmée. C’est dans ce contexte qu’Erich Honecker promet à la population de meilleures conditions de vie. Le gouvernement est-allemand estime alors que la RDA doit se doter d’une capitale digne d’une république socialiste forte, dotée d’une centralité politique et institutionnelle. Ils conçoivent une « maison du peuple », un édifice monumental qui abrite à la fois des fonctions sociales, culturelles et étatiques. Ce palais de la culture, par son ampleur, doit également témoigner de la reconnaissance internationale de la RDA.
Le lieu le plus adéquat est donc l’ancien site du château de Berlin. Ce choix s’explique par la présence, autour de la Marx-Engels-Platz, d’institutions majeures telles que le bâtiment du Conseil d’État, le ministère des Affaires étrangères et le siège du comité central du SED, formant ainsi un cadre institutionnel cohérent pour le projet.

### Palais de la République

#### Conception et construction
Le futur « Palais de la République » se destine à devenir un édifice combinant une maison de la culture et un palais d’État.
La planification se déroule en deux étapes. La première consiste en une étude de principe visant à évaluer la faisabilité d’un bâtiment « polyvalent » tel qu’exigé par le ministère de la Construction, tout en respectant un budget de 150 millions de marks est-allemands. Ce projet prévoit un édifice comprenant une petite salle dédiée à la Chambre du peuple, une grande salle de réception pour les congrès, les manifestations politiques, sportives et les conférences, ainsi que des foyers, des restaurants, un théâtre et, sur la façade ouest, une tribune d’honneur destinée aux défilés et marches politiques (qui ne sera jamais réalisée). Cette étude a également pour objectif de définir les grandes lignes de la conception architecturale et les données urbanistiques.

La seconde étape consiste à élaborer les plans d’exécution. L’étude de principe, menée en seulement six mois, de septembre 1972 à mars 1973, est confiée à une équipe de cinq architectes, parmi lesquels figurent Christian Schulz, Bruno Flierl, Werner Roesler et Wolf-Rüdiger Eisentraut, sous la direction de Heinz Graffunder.

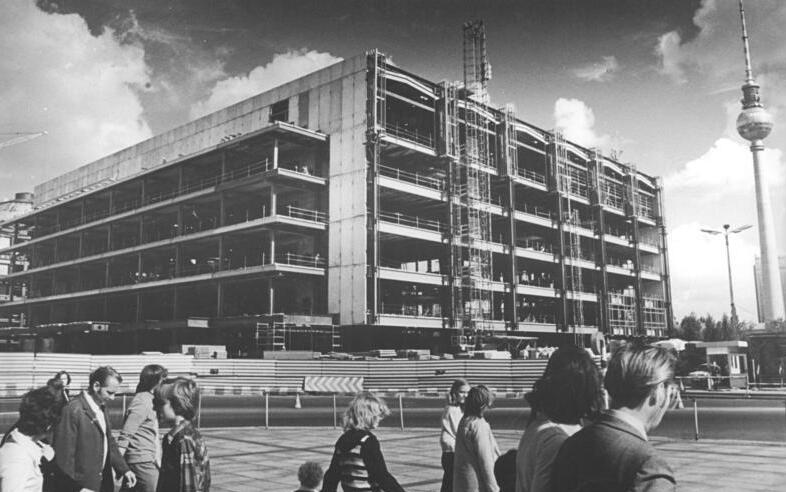
Construction du Palais en 1974.

Le 27 mars 1973, le Bureau politique du Comité central du SED adopte le projet et donne officiellement au bâtiment le nom de « Palais de la République » (Palast der Republik). Après l'adhésion de la Chambre du peuple à la décision, la direction régionale du SED de Berlin approuve le projet le 9 mai 1973, suivie par la Chambre des députés de Berlin le 21 mai. Le public est informé trois jours plus tard. Le maître d'ouvrage du bâtiment, pour lequel aucun appel d'offres n’a été lancé, est la direction de l'État et du Parti de la RDA. Le IXème congrès du SED, prévu pour mai 1976, doit déjà se tenir dans le nouveau bâtiment, ce qui pousse la direction du parti à insister pour que le bâtiment représentatif soit achevé à temps.
Les travaux de construction de ce bâtiment résolument moderne, sous la direction de l'architecte principal Heinz Graffunder, assisté de Karl-Ernst Swora, Wolf-Rüdiger Eisentraut, Günter Kunert, Manfred Prasser et Heinz Aust, commencent avec la pose de la première pierre par Erich Honecker le 2 novembre 1973. Le gros œuvre est achevé le 18 novembre 1974, et le palais est finalement inauguré le 23 avril 1976. Les coûts de construction officiels restent inconnus. Les rapports officiels de la RDA mentionnent un montant de 485 millions de marks est-allemands, mais selon une liste interne du ministre de la Construction, Wolfgang Junker, les coûts réels s’élèvent à environ 800 millions de marks. D’autres estimations évoquent même un milliard de marks.

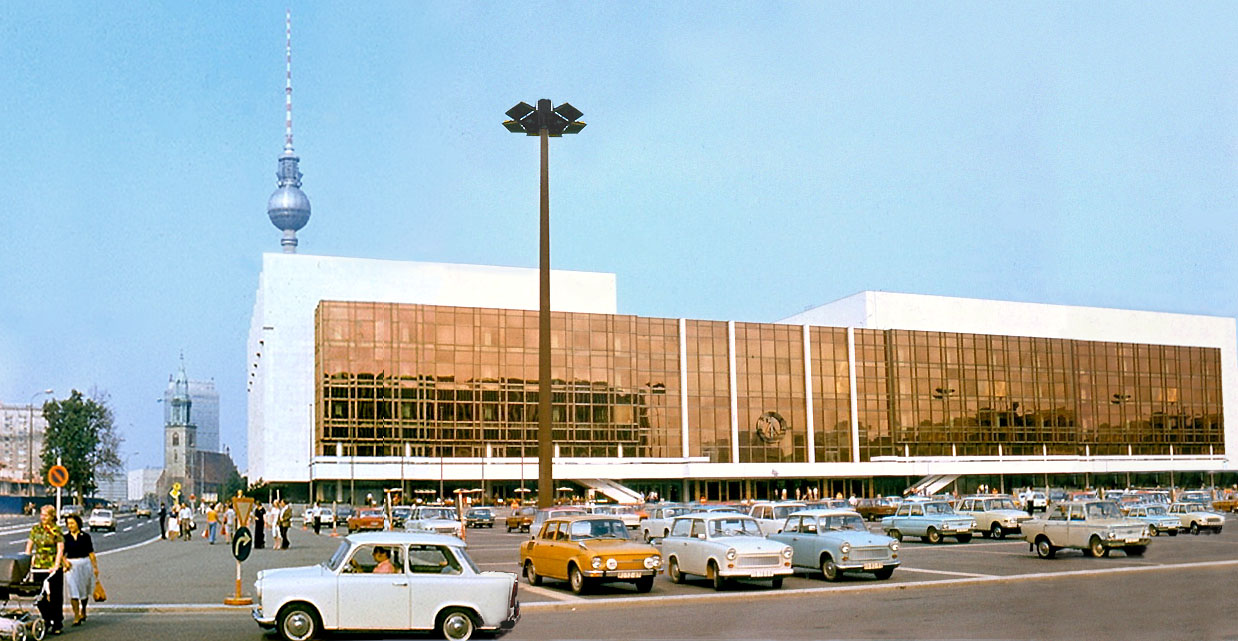
Vue sur le Palais de la République en 1977.
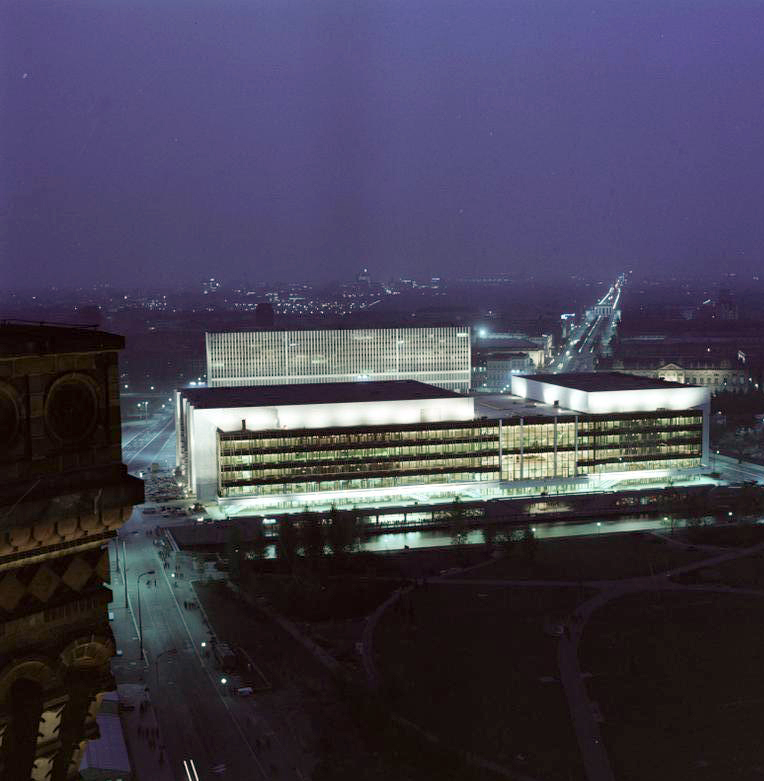
Façade arrière, vue de nuit, en 1976.

La construction du Palais repose sur le concept de « maison du peuple », défendu par la mouvance socialiste du XIXe siècle. Les maisons de la culture, notamment dans les premières années de l'URSS, symbolisent le nouveau pouvoir. En Allemagne, ce sont principalement les organisations syndicales qui érigeaient de tels édifices. En Allemagne de l'Est, la mission des « maisons de la culture » ou « palais de la culture » devient un principe central dans la théorie architecturale, visant à créer des espaces dédiés à la fois à la culture et à la politique, au service de la population.

## Aménagements
La division du bâtiment en deux parties distinctes, l’une culturelle et l’autre politique, se reflète clairement dans son architecture. D’un côté, on y crée un espace où siège le parlement de la RDA, la Chambre du peuple. De l’autre, le palais devient un centre culturel polyvalent, avec des théâtres, un bowling et un total de 13 établissements gastronomiques. En plus de ces installations, la Grande Salle et d’autres espaces permettent d’accueillir des fêtes, des célébrations nationales et des congrès, notamment ceux du SED. Le palais abrite également un tunnel de 2,35 mètres de large et 43 mètres de long, reliant le bâtiment aux anciennes écuries du château (Alter Marstall) de l’autre côté de la rue. Ce tunnel permettait aux employés du palais d’accéder à leurs bureaux et servait également de route d’évasion pour les hauts responsables de la RDA en cas d’urgence.
Le bâtiment, de forme rectangulaire (longueur : 180 m, largeur : 100 m, hauteur : 32 m), comprend cinq niveaux hors-sol. Sa hauteur est alignée avec celle des anciennes écuries du château (Alter Marstall) et du Staatsratsgebäude (ancien « bâtiment du Conseil d'État »), voisins.
Le Palais de la République servait à la fois de siège pour le parlement est-allemand et de lieu de culture et de rencontre. Fidèle à sa vocation de « maison du peuple », il était entièrement ouvert au public, tous les jours, de 10 heures à minuit,.

### Le «Foyer»
L'accès au Palais de la République se fait par l'entrée principale, située sous l'emblème des armoiries de la RDA, et mène à un vaste hall central, appelé le « Foyer ». Revêtu de sols en marbre blanc importé de Suède, il abrite une grande lampe surnommée la « Fleur de verre » (Gläserne Blume) et un plafond orné de 1 001 lampes. Ce hall constitue la pièce la plus célèbre du bâtiment. En raison du grand nombre de lampes, le bâtiment reçoit le surnom de Erichs Lampenladen (La boutique de luminaires d’Erich) dans le langage populaire, ainsi que par la « télévision de l'Ouest », en référence à Erich Honecker, le chef d'État et du parti. Le hall se divise en deux niveaux, chacun décoré de peintures grand format réalisées par 16 artistes est-allemands de renom (tels que Willi Sitte, Walter Womacka, Wolfgang Mattheuer, Bernhard Heisig, etc.), sur le thème « Les communistes ont-ils le droit de rêver ? ».

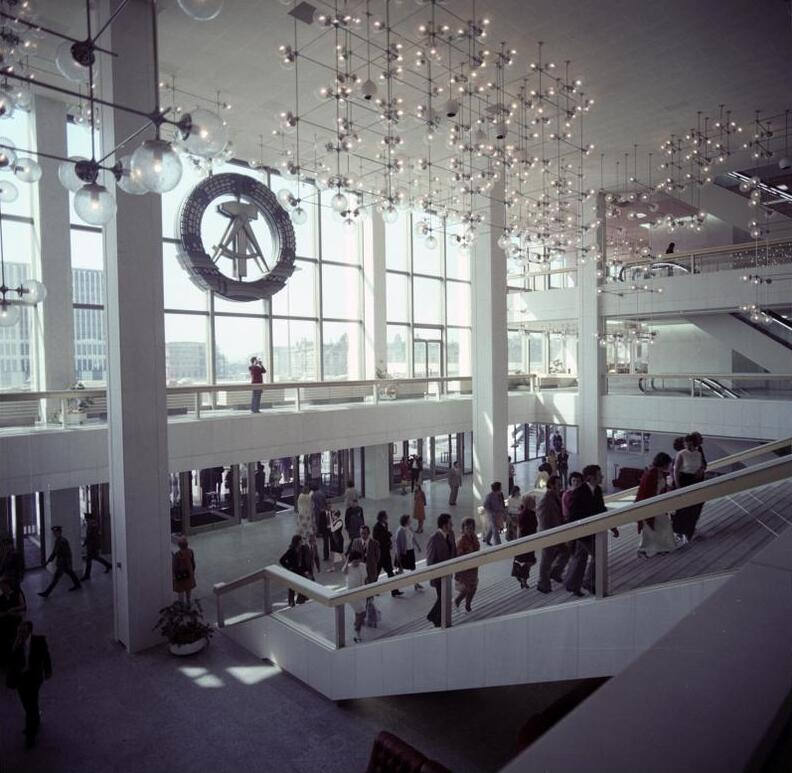
L'entrée principale avec l'emblème des armoiries de la RDA en 1976.
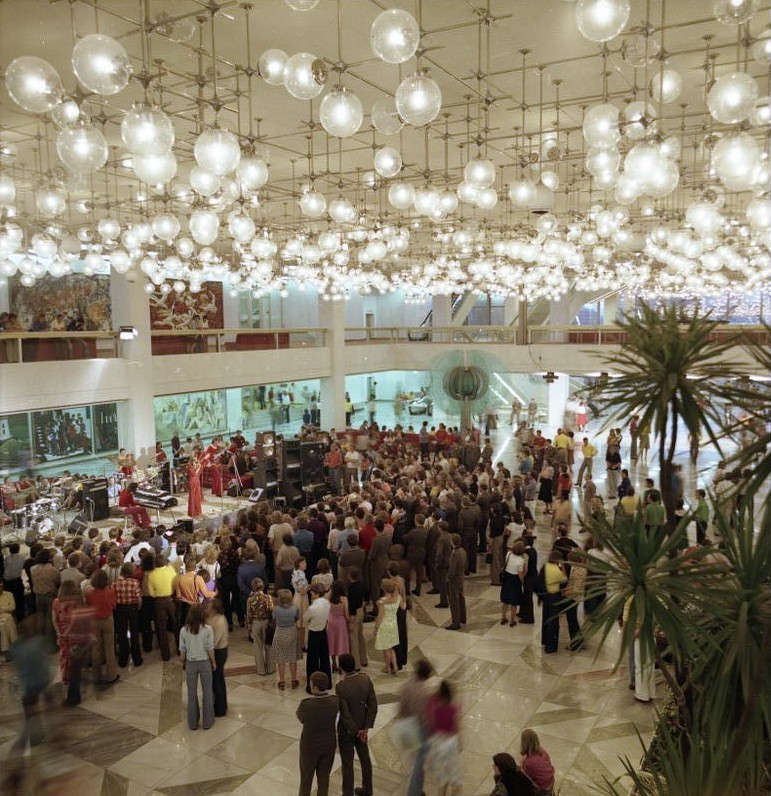
Le « Foyer » lors de d'une soirée dansante pour les jeunes en 1976.

### La «Grande salle»
Le Palais de la République dispose d’un vaste espace d’exposition, appelé « Grande salle » (Großer Saal), dont l'agencement peut être modulé. Cet auditorium peut accueillir jusqu'à 5 000 personnes, et des murs mobiles permettent de réduire l’espace de 1 000 mètres carrés selon les besoins de l'événement. Des concerts de musique classique y sont organisés, ainsi que des concerts de rock dans les années 1980, avec la participation d'artistes nationaux et internationaux tels qu'Udo Lindenberg, Harry Belafonte, Mireille Mathieu, Carlos Santana, Helga Hahnemann, James Last, etc.

Une illustration de l’utilisation de cette salle est la « journée du Parti socialiste unifié d'Allemagne », le parti communiste est-allemand, qui s’y déroule tous les cinq ans. Par le nombre de représentants présents, cet événement justifie la taille de la salle.

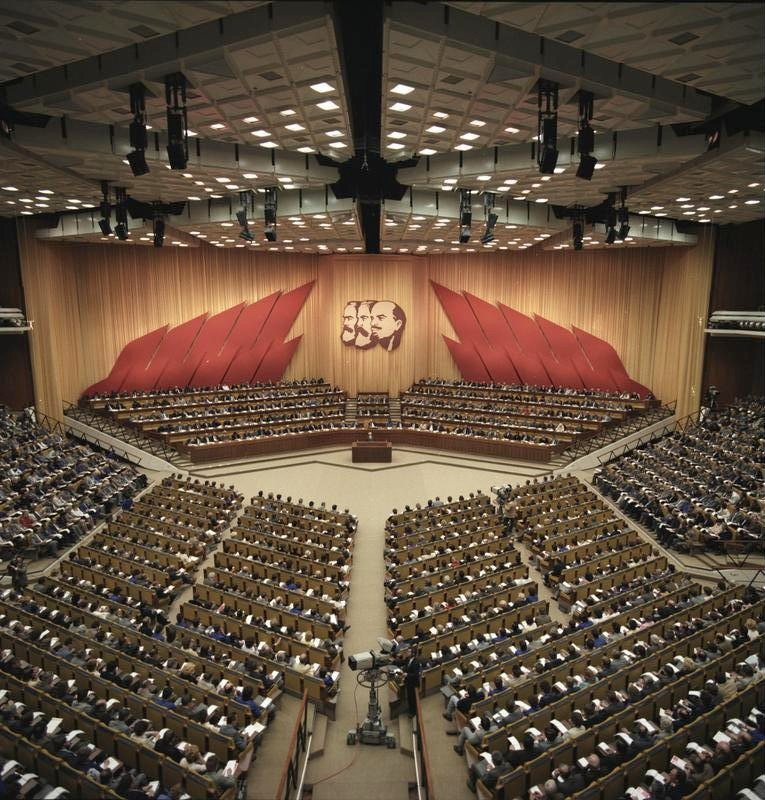
Exemple d'utilisation politique de la « Grande salle » lors de la 11e « journée du SED » en 1986.
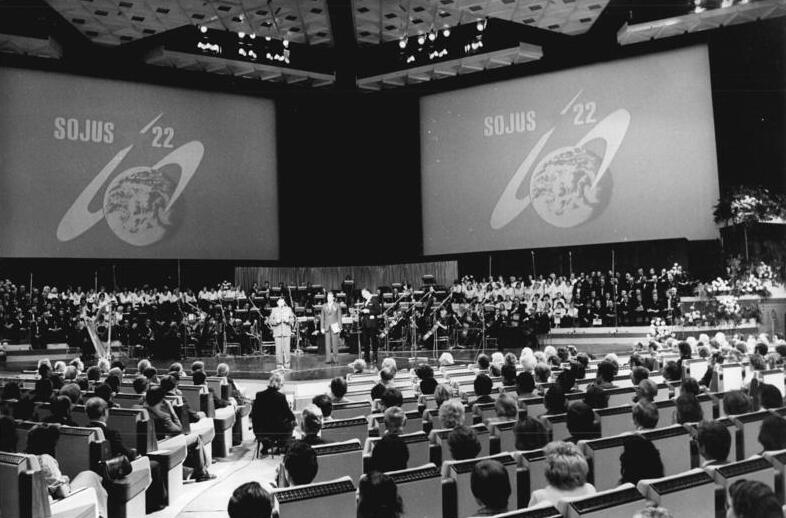
Exemple d'utilisation culturelle de la « Grande salle » lors d'un concert symphonique en 1976.

### Partie politique

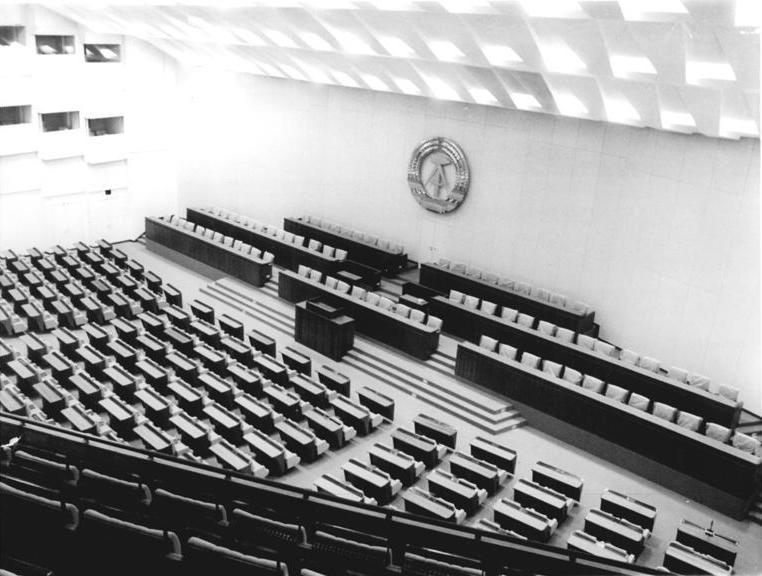
La salle plénière abritant le parlement.

Une partie du bâtiment sert de siège à la Chambre du peuple (Volkskammer), le parlement de la République démocratique allemande, qui se réunit deux à quatre fois par an en session plénière dans une grande salle des séances.
La salle plénière de la Chambre du peuple compte 787 places, dont 541 au parterre pour les députés et la présidence, et 246 au balcon pour les invités. Chaque siège de député est équipé d'une tablette écritoire, d’une prise pour langue étrangère, d'un microphone et d’un haut-parleur de conférence. Des six salles de conférence situées de part et d’autre de l’hémicycle, divisibles de manière flexible, permettent aux groupes parlementaires et aux commissions de disposer de douze espaces en tout. Les foyers extérieurs du troisième étage peuvent également être utilisés comme salles de conférence.
L'absence d'autres locaux fonctionnels, à l'exception du bureau de Horst Sindermann, président de la Chambre du peuple de 1976 à 1989, témoigne clairement du fait que les décisions politiques ne se prenaient pas au parlement. Le Palais de la République n’est donc pas un lieu de politique étatique. En effet, la Chambre du peuple joue un rôle essentiellement décoratif dans le système de pouvoir de la RDA. Le véritable centre de pouvoir réside dans le Comité central du SED, dont la prééminence est inscrite dans la Constitution de la RDA. Le bâtiment a ainsi une fonction idéologique plutôt que politique, ce que confirme son immense emblème des armoiries de la RDA sur la façade ouest, ainsi que le programme iconographique des œuvres d'art qui décorent le palais.

### Partie culturelle
En plus d'être le siège du parlement, le Palais de la République est un riche centre culturel. Ces deux fonctions en font un bâtiment unique en son genre. La partie culturelle du palais comprend un petit théâtre, le Theater im Palast (TiP), qui propose des représentations théâtrales classiques et contemporaines, des lectures littéraires et des concerts de guitare. Il abrite également un Club des jeunes (Jugendtreff) avec deux pistes de danse en pierre polie, ainsi que des flippers et des billards ; treize restaurants ; un café à glaces ; une discothèque ; un bureau de poste ouvert tous les jours ; huit pistes de bowling et de nombreuses autres installations culturelles.

## Histoire entre 1990 et 2008

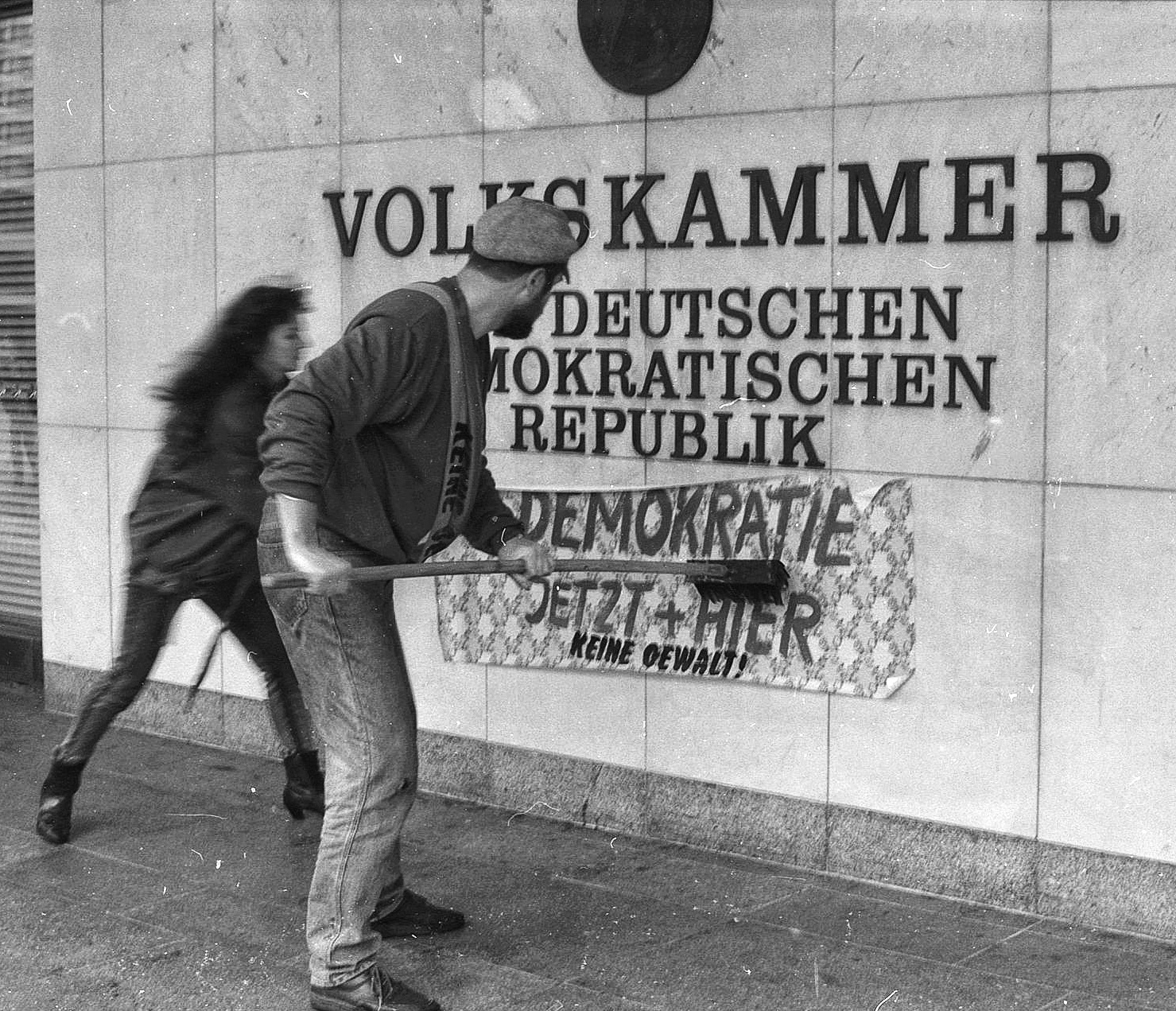
Protestation contre la République démocratique allemande, survenue cinq jours avant la chute du mur de Berlin.

En raison de la crise économique et sociale du pays, des tensions internes et de la chute du mur de Berlin le 9 novembre 1989, la République démocratique allemande entame un processus de démocratisation. Des élections libres, organisées le 18 mars 1990, entraînent la perte du contrôle majoritaire du SED sur la Chambre du peuple.
C'est dans la salle plénière du Palais de la République que la nouvelle assemblée élue adopte, le 23 août 1990, l'extension de la Loi fondamentale de la République fédérale d'Allemagne aux territoires de la RDA, à compter du 3 octobre 1990. Cette décision marque la disparition de la République démocratique allemande et la réunification de l'Allemagne,.

### Fermeture pour cause d'amiante
Sur ordre de l'inspection d'hygiène du Land de Berlin, à la suite d'une décision du Conseil des ministres de la RDA et à une résolution de la Chambre du peuple, le Palais de la République est fermé à partir du 19 septembre 1990 en raison de la présence d'amiante. Le Palais ne fonctionne alors que de manière temporaire et sur autorisation spéciale.

### Avenir incertain
Après de coûteux travaux de désamiantage entre 1998 et 2001, au cours desquels 5 000 tonnes d'amiante ont été extraites, la question de l'avenir du bâtiment se pose au Bundestag (parlement allemand). Ne voyant plus d'utilité dans ce bâtiment, et le considérant comme un symbole de la démesure du régime communiste, plusieurs voix se lèvent pour en demander la destruction.
Après plusieurs concours d'architectes sur l'intégration du bâtiment dans le site historique de l'ancien château de Berlin, un pré-projet, élaboré par une commission internationale de dix-sept experts, est adopté le 4 juillet 2002 par 384 voix contre 133 au Bundestag. En 2003, la décision de démolir le Palais est entérinée, et un espace vert temporaire est aménagé en attendant la construction du Forum Humboldt, qui abritera le musée des cultures extra-européennes, la bibliothèque centrale et régionale de Berlin, ainsi que la collection historique scientifique de l'université Humboldt. Le nouveau bâtiment sera une réplique de l'ancien château de Berlin. Toutefois, le financement du Forum Humboldt, estimé à 590 millions d'euros, ainsi que le financement d'un concours d'architectes et de l'aménagement temporaire, ne sont pas assurés par le parlement. La démolition du Palais coûtera au moins 60 millions d'euros afin d'éviter la déstabilisation de la cathédrale voisine.

### Utilisation temporaire
En 2004, le Palais est temporairement rouvert sous le thème du « Palais du Peuple » pour une série d'expositions, dont l'une présente une partie de l'armée de terre cuite du premier empereur de Chine, composée de plusieurs centaines de statues. Durant l'été 2005, une nouvelle exposition, intitulée « Der Berg », tente de raviver la mémoire des lieux et retrace son histoire, tout en appelant à un véritable débat sur son avenir. En octobre 2005, une exposition intitulée « Der tote Palast der Republik » est organisée, abordant le thème de la mort.

### Protestation contre la destruction
Du 26 janvier au 10 mai 2005, l'artiste norvégien Lars Ramberg installe sur le toit du Palais des lampes au néon de plus de 6 mètres de haut formant le mot « Zweifel » (doute). Cette œuvre devient la signature du projet « Palast des Zweifels », à travers lequel Ramberg souhaite prolonger le débat sur la démolition du Palais. Avec cette initiative, il aborde les utopies perdues tout en invitant à la recherche de nouvelles perspectives et identités.

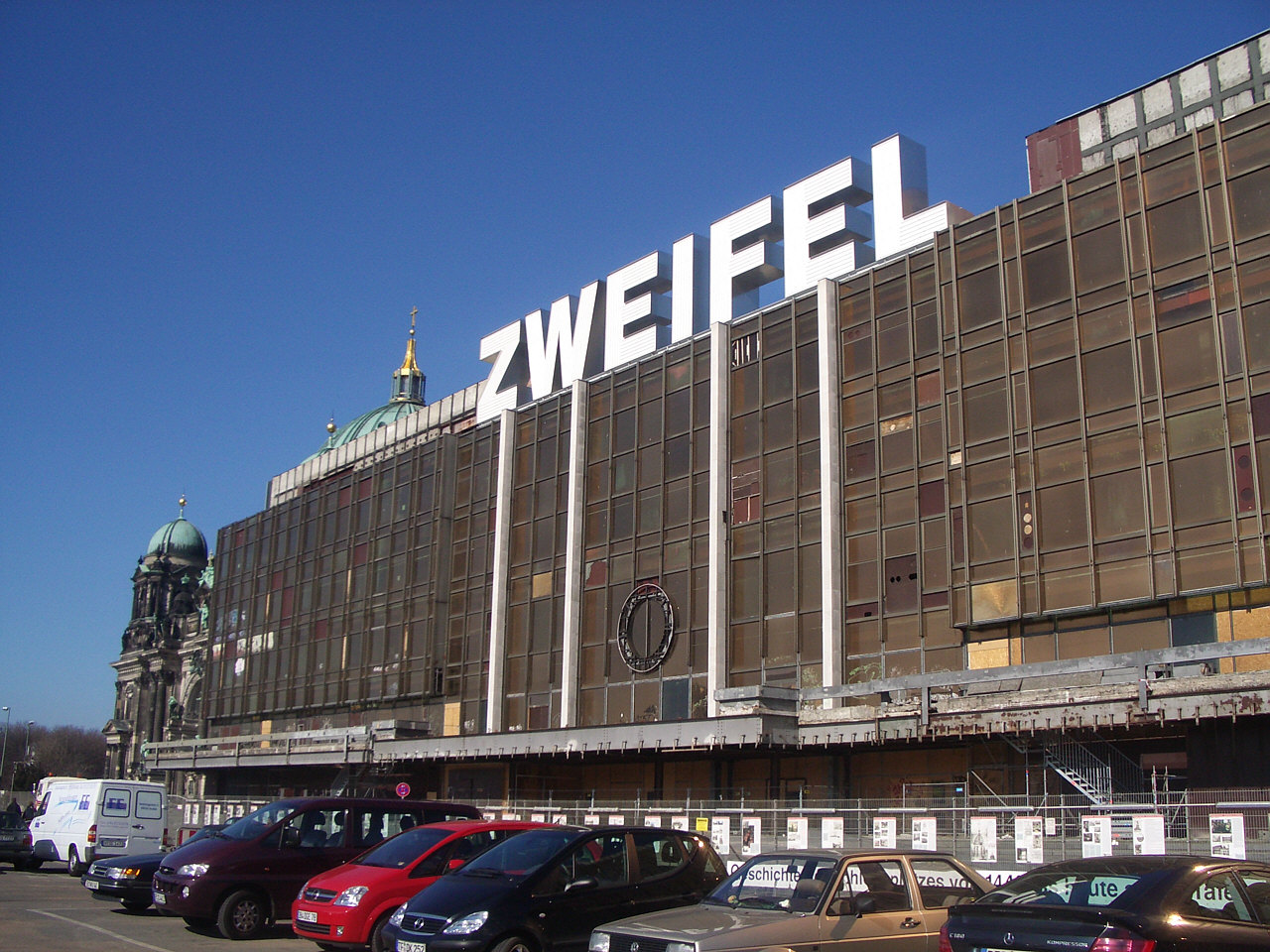
L'installation ZWEIFEL de l'artiste Lars Ramberg sur le toit du Palais, en 2005.

Un encart, financé par les dons de centaines de personnes, est publié le samedi 7 janvier 2006 dans le Frankfurter Allgemeine Zeitung. Son titre, « Der Palast ist die Zukunft » (« Le palais est l'avenir »), appelle à la préservation du Palais. Le samedi suivant, le 14 janvier 2006, une manifestation a lieu devant le Palais de la République. Tant la parution dans le Frankfurter Allgemeine Zeitung que la manifestation visent principalement à demander que le Palais continue de servir de lieu culturel, du moins jusqu'à ce que la reconstruction du château devienne financièrement envisageable.

### Destruction
Le 19 janvier 2006, le Bundestag allemand décide officiellement de la démolition du Palais de la République, dont les travaux débutent le 27 février 2006. Le 2 décembre 2008, les travaux de démolition sont achevés, laissant place à un espace vide en vue de la future reconstruction du château de Berlin. En 2009, des fouilles archéologiques préalables se poursuivent. Bien que la reconstruction du château ait dû commencer en 2010, celle-ci est retardée en raison de la crise économique de 2008 et des restrictions budgétaires qui en découlent. La première pierre du monument est finalement posée le 12 juin 2013 par le président de la République fédérale d'Allemagne, Joachim Gauck. Le chantier se termine en 2020.

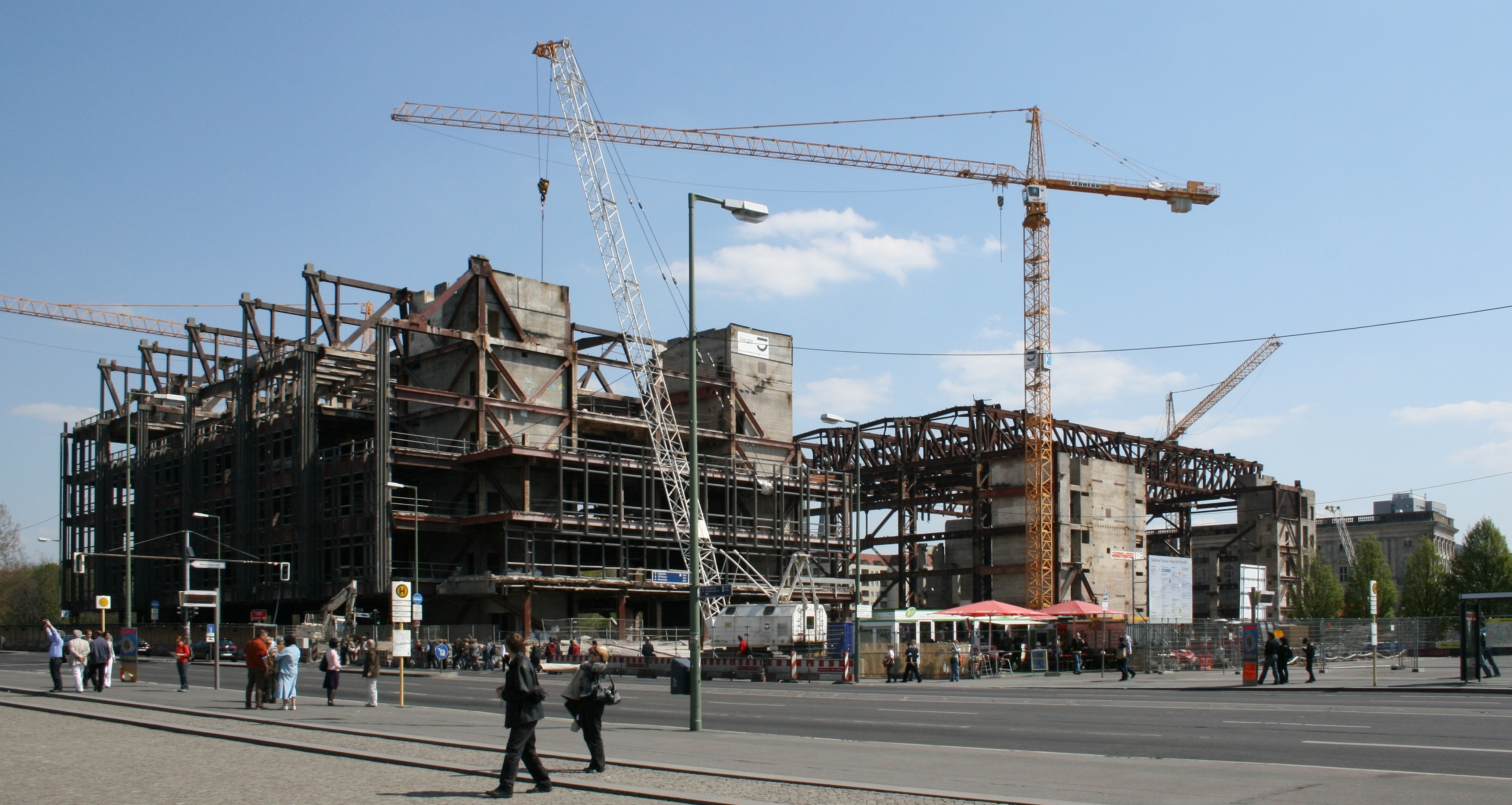
Déconstruction du Palais de la république en avril 2008.
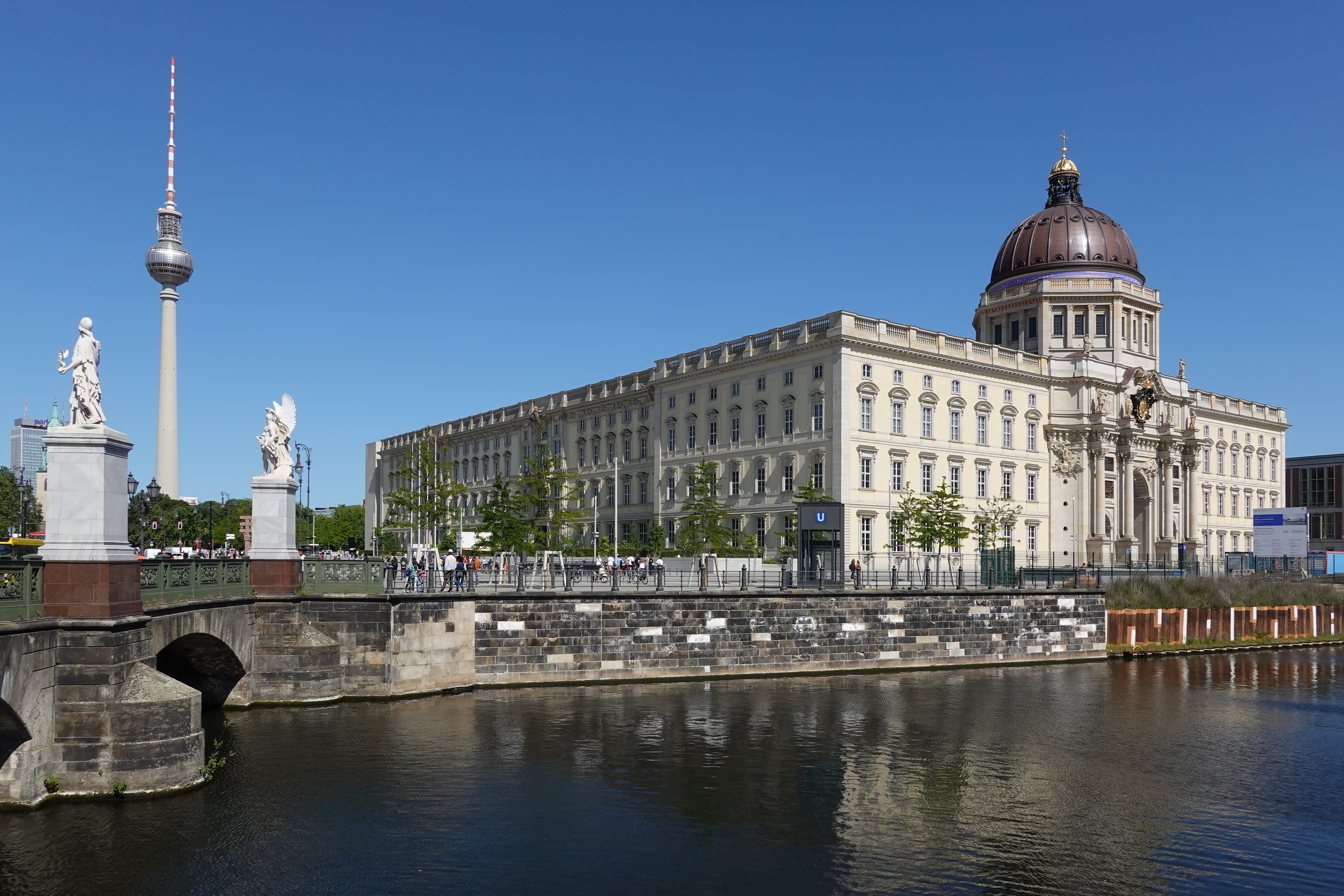
Le nouveau château de Berlin en 2023.

## Hommages
- Le Palais de la République figure au verso des billets de 100 marks est-allemands de la série 1971/1975.
- Un timbre postal à son effigie est émis en 1976 pour commémorer son inauguration.

## Galerie

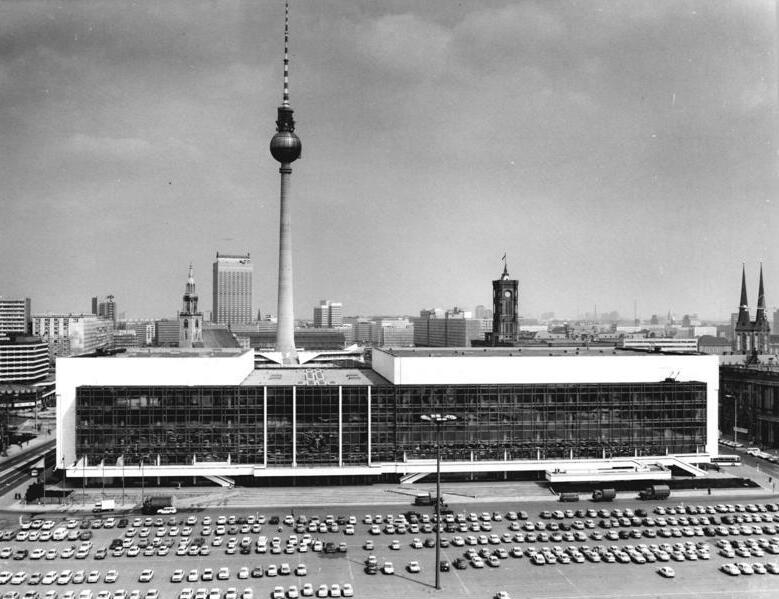
Façade ouest (1986).
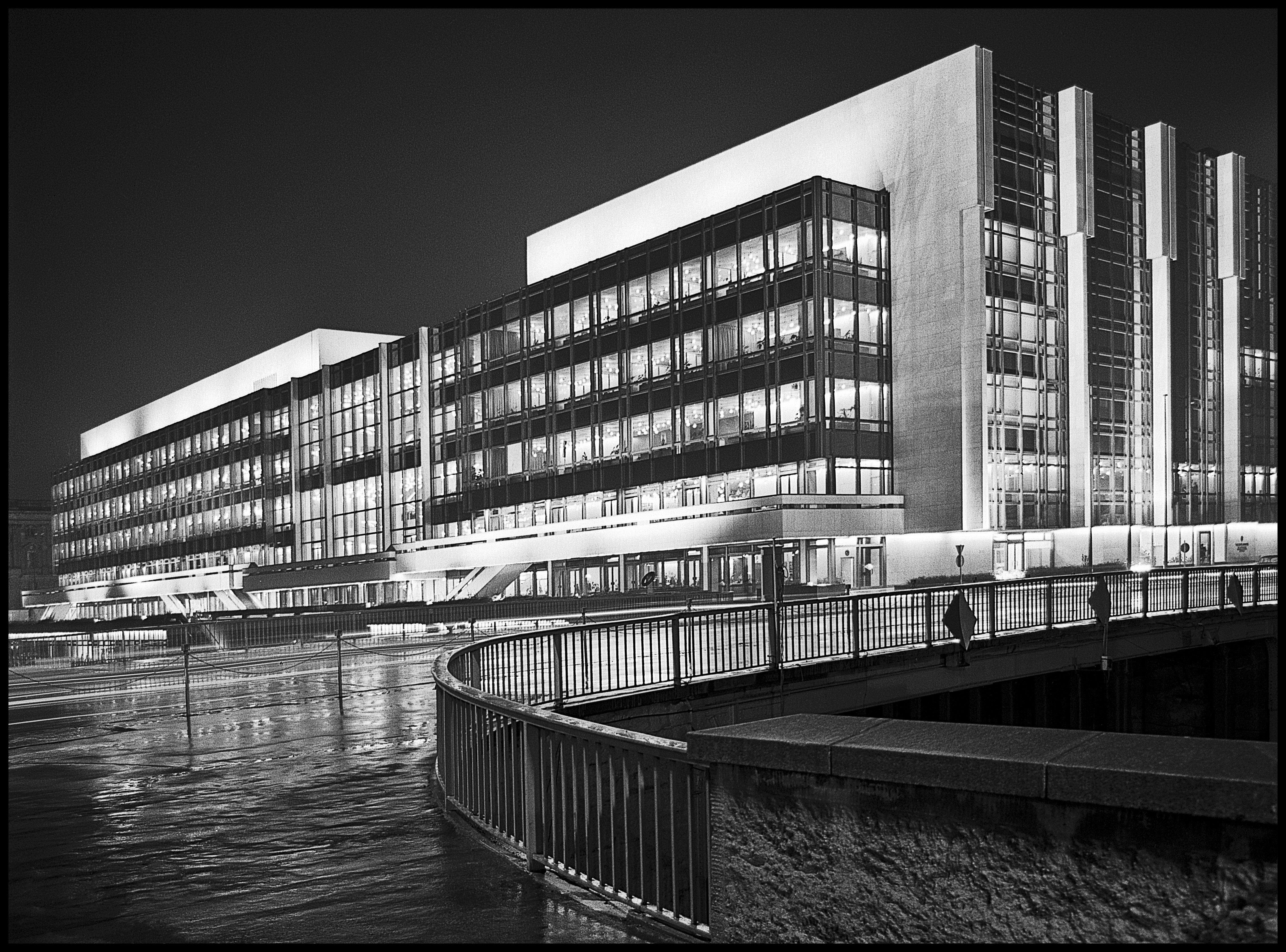
Façade est de nuit (1987).
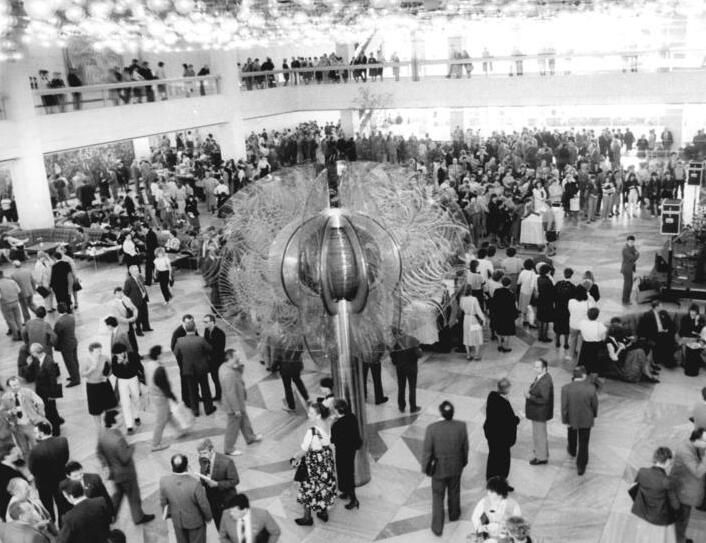
Le « Foyer » (1987).
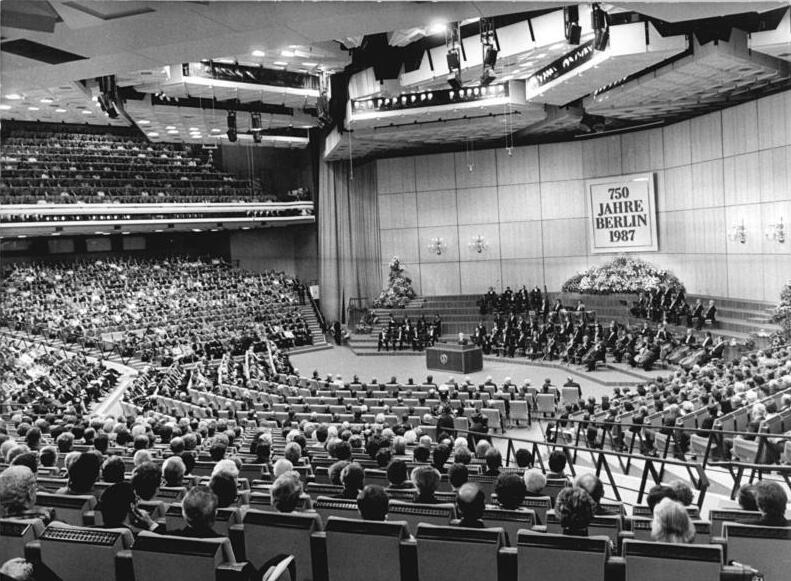
La « Grande salle »  lors du 750e anniversaire de Berlin (1987).
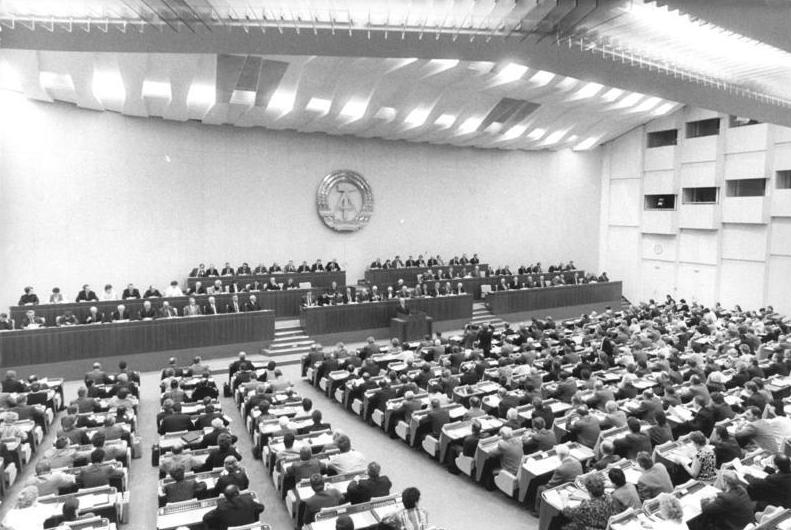
La salle plénière (1987).
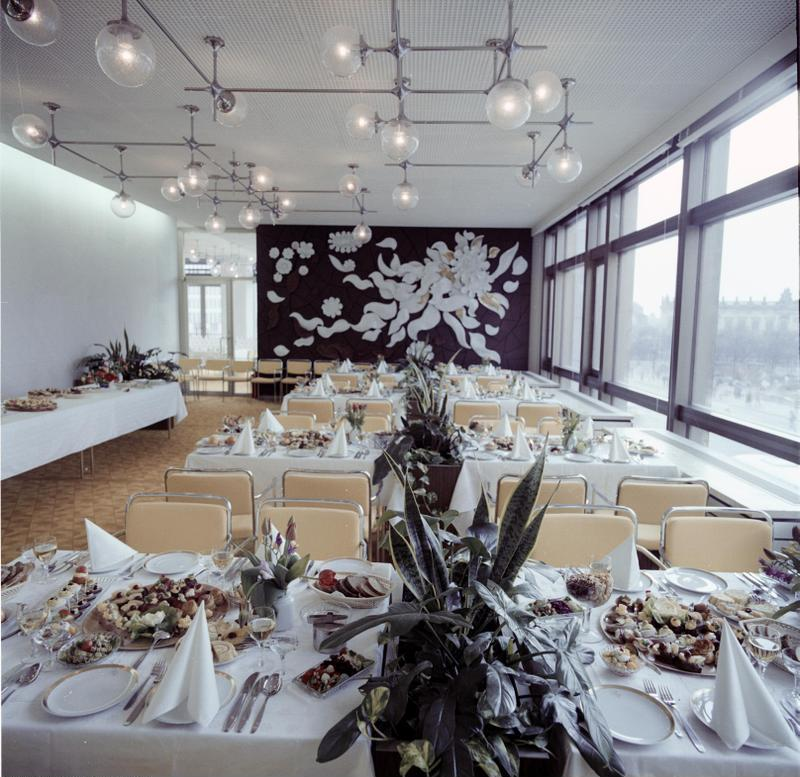
L'un des restaurants (1976).
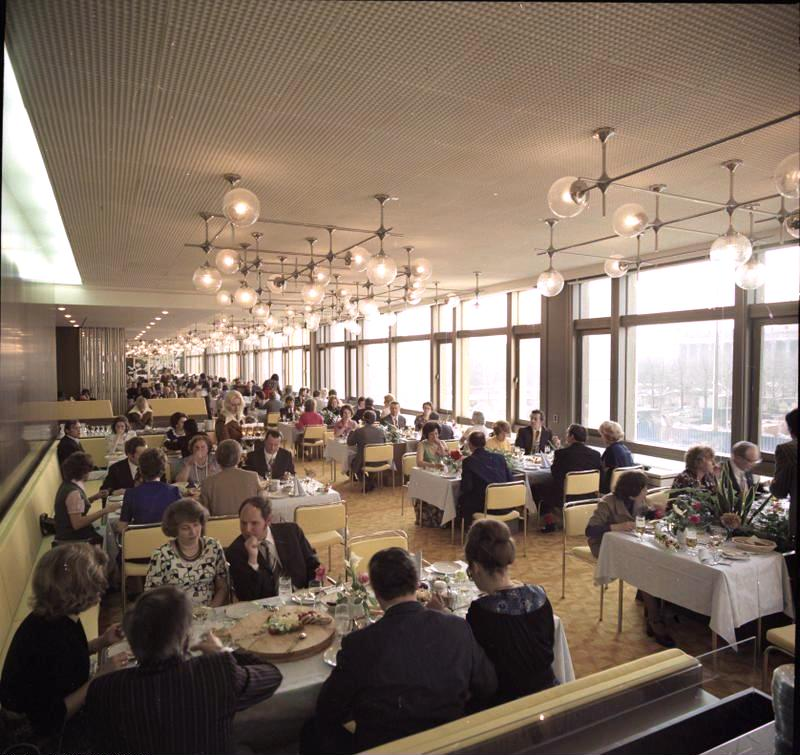
L'un des restaurants (1976).
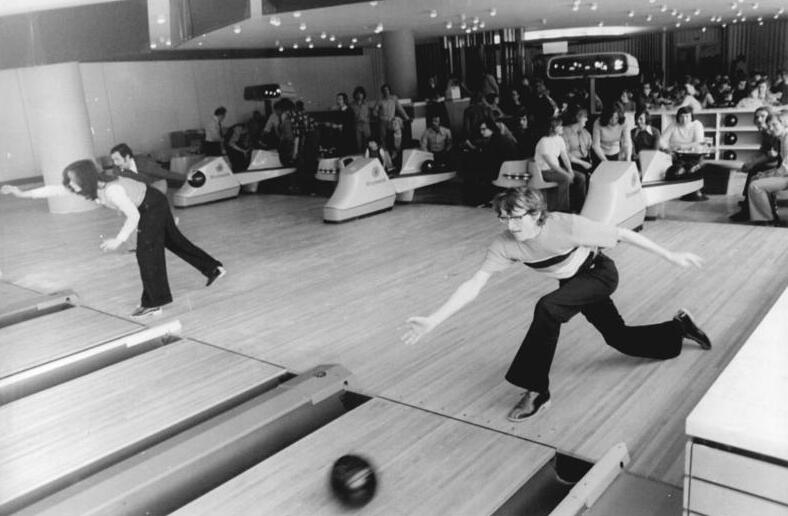
Le Bowling (1976).

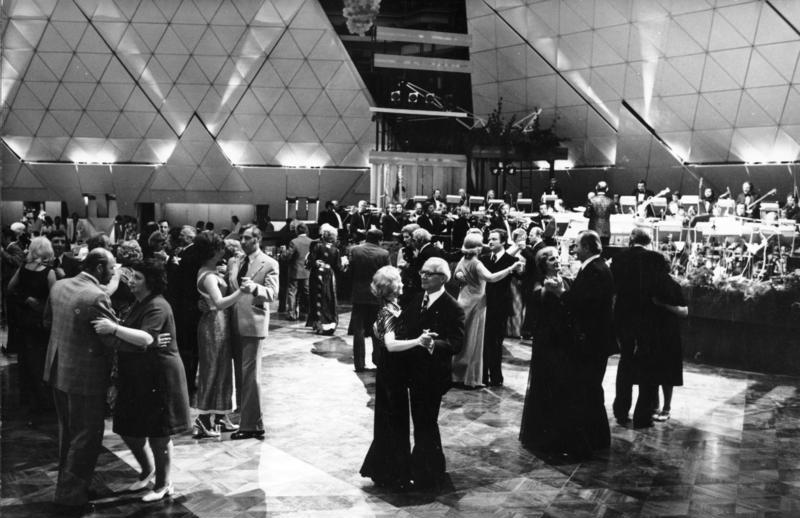
Danse lors de la fête d'ouverture du Palais de la République en 1976 (avec Erich Honecker au centre).
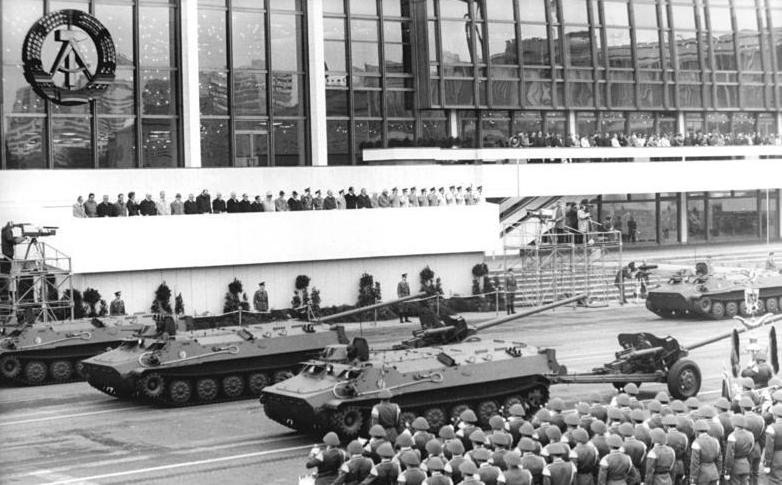
Défilé devant le Palais lors du 28ème anniversaire de la RDA en 1977.
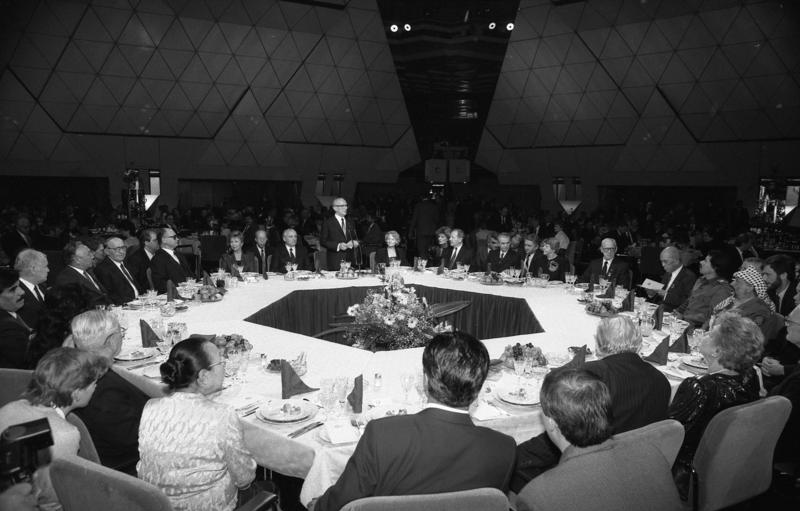
Réunion, dans la « Grande salle », avec les chefs d'États des principaux pays communistes pour les 40 ans de la RDA, en 1989.
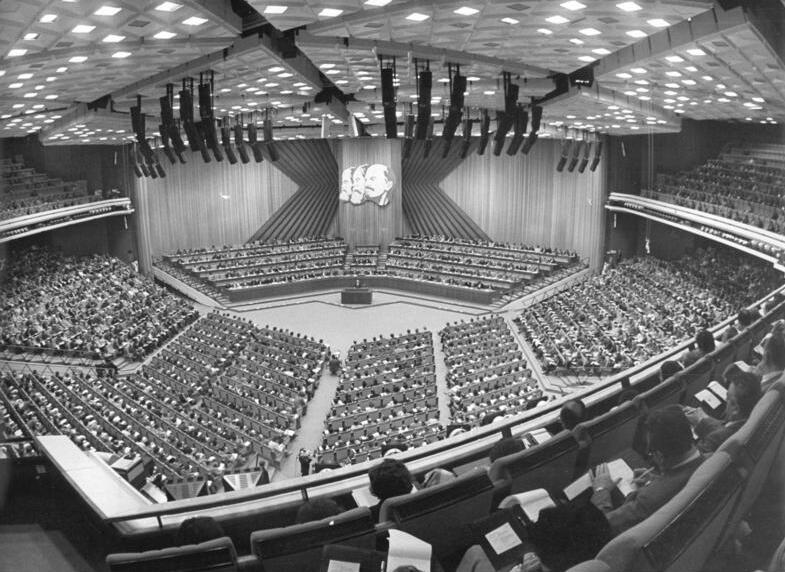
La « Grande salle », lors de la 10e « journée du SED » en 1981.
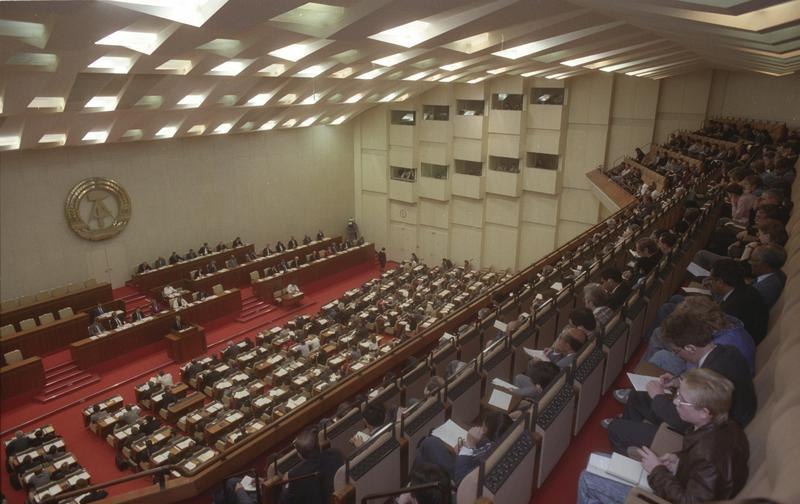
Séance, dans la salle plénière, de la Chambre du peuple en 1990.